# Polícia de Segurança Pública (football)
Ne pas confondre avec la Polícia de Segurança Pública, une des forces de sécurité intérieure du Portugal
Maillots
Le Grupo Desportivo da Polícia de Segurança Pública (en chinois : 澳門警察足球隊), plus couramment abrégé en Polícia de Segurança Pública, est un club de football macanais basé sur l'île de Macao.

## Histoire du club
Fondé à Taipa, le club représente la police de Macao. Il compte cinq titres à son palmarès : quatre titres de champion de Macao et une Coupe de Macao.
Son titre de champion en 2000 a permis au club de prendre part à une campagne continentale, lors de la Coupe d'Asie des clubs champions 2000-2001, où il est éliminé dès son entrée en lice par la formation singapourienne de Home United.

## Palmarès
| Compétitions nationales                                                                                         |
| --- |
| - Championnat de Macao (4) : - Vainqueur : 1949, 1973, 2000 et 2005. - Coupe de Macao (1) : - Vainqueur : 2007. |

## Entraîneurs du club
- Cheang Chon Man

### Liens
- Championnat de Macao de football
- Fiche du club sur le site soccerway